# Naré Maghann Konaté
Naré Maghann Konaté o Naré Famaghan (c. 1135.- c. 1218) fue un faama (rey) Mandinga, en qué es hoy Malí durante el siglo XII. Fue el padre  de Sundiata Keïta, fundador del Imperio de Malí, y un personaje en la tradición oral de la Epopeya de Sundiata.

## En la Epopeya de Sundiata
En la Epopeya de Sundiata, Naré Maghann Konaté (también llamado Maghan Kon Fatta o Maghan el Hermoso) fue un rey Mandinga que un día recibió un cazador divino en su corte. El cazador predijo que si Konaté se casaba con una mujer fea, ella le daría un hijo que un día sería un poderoso rey. Naré Maghann Konaté ya estaba casado con Sassouma Berté y tenía un hijo, Dankaran Tuman. Sin embargo, cuando dos cazadores Traoré del reino Do le presentaron a una mujer fea y jorobada llamada Sogolon Kondé; él recordó la profecía y se casó con ella. Pronto ella dio a luz a un hijo, Sundiata, que no pudo caminar durante la mayor parte de su infancia.
Después de la muerte de Naré Maghann Konaté (hacia 1218), su primer hijo, Dankaran Toumani Keita, asumió el trono a pesar de los deseos de Konaté de que se respetara la profecía. Sin embargo, Sundiata superó tanto su desventaja como el desprecio de su hermano para eventualmente derrotar al invasor Sosso Soumaoro Kanté, asegurando así el dominio Mandinga sobre la región en la forma del Imperio de Malí.